# Mink
mink（ミンク、1984年2月15日 - ）は、日本で活動していた女性歌手。韓国仁川（インチョン）青鶴洞出身。韓国籍。rhythm zone所属。本名：李ミンク（イ・ミンク; 이밍크）。身長157cm。

## 概要

### 人物
2005年にデビュー。アーティストネームは本名の他に「Made in Korea」の略と言われる。
キリスト教徒である。世界平和・世界動物の保護に役立つことを目標としており、自身が歌手になりたいと思うきっかけとなったのも、自分の歌声で人々が幸せになれたらという思いによるものであるという。

### 音楽性
尊敬するアーティストとしてノラ・ジョーンズ、 アレサ・フランクリン、ホイットニー・ヒューストン、セリーヌ・ディオン、ローリン・ヒル、スティング、リアン・ライムズ、マライア・キャリー、バックストリート・ボーイズなどを挙げている。特にノラ・ジョーンズとアレサ・フランクリンからは大きな影響を受けていると公言している。また、叔父はロックバンドのボーカリストである（実際に何のバンドでどんな活動をしているかについては公言されていない）ことから、叔父の影響で音楽に触れ始めた最初の頃は専らロックを中心に聴いていたという。
バラード曲を得意とする。癒しの歌声とも形容され、J-WAVE『ASAHI SUPER DRY SUPER LINE'J'』内「MUSIC TABLET」コーナー（2006年5月27日放送）に出演した際には実際に音声分析を行い、振幅ゆらぎが計測されるなど学術的にも検証されている。振幅ゆらぎとは本来除夜の鐘や風鈴と同じ波動を示すもので、日本音響研究所の鈴木松美所長曰く「このゆらぎを人間の声帯で作り出すのは本来不可能で、自身の研究では美空ひばり以来」とコメントしている。
デビュー当時から2007年頃まで、PVやオフィシャルサイト上での動画コメント以外の極端なビジュアル面での露出を避けてきたが、本人の希望によるもので、15歳の頃に事故で鼻を骨折しそのまま固まってしまったことがコンプレックスであったためである。デビュー時からアルバム『Shalom』までは、イラストレーターのenaによるminkをイメージしたイラストをCDジャケットとして使用していた。
デビュー以降より自身が楽曲制作に携わることはあまりない。2007年からは、「Blessing you」で初めて単独作詞に挑戦したのをきっかけに自ら作詞を行うようになる。

## 略歴
- 1996年
  - 母親が日本で仕事をしていた関係で、中学1年生の時に韓国から来日し、兵庫県神戸市に留学・移住。高校1年生の時に韓国へ戻り、検定考試で高校課程を修了している。
- 1999年
  - スターネットアジア等といった韓国の芸能事務所に所属するも本格的なデビューは出来ず、ジーンズの後姿のファッションモデルをしたこともあったが身長が低かったことにより継続を断念。その最中に、韓国の音楽制作レーベルであるseikoonmusicとアーティスト契約を結び、韓国最大のポータルサイトであるDaumにmk LEEのアーティストネームでカフェ（インターネットコミュニティのこと）を設立し楽曲をインターネット上に載せる。
- 2004年
  - 早春、avexに1本のデモテープを送る。
  - 夏、福岡市で開催されたa-nation '04の直後、avex現社長の松浦勝人に会う。その夜、市内のカラオケボックスで歌声を披露し、デビューのきっかけとなる。後日、雑誌や資料などのコメントで、松浦は「やられた。やばいと思った。聞いているうちに仕事を忘れてしまう。聞き惚れてしまう。」と絶賛している。
- 2005年
  - 5月16日、NHK夜の連続ドラマ『笑う三人姉妹』の主題歌に楽曲「おまじない」が使用される。
  - 8月3日、the prologue album『mink』でデビュー。ロングセールスとなる。
  - 10月3日、フランスのパリにおいて開催された『es sadaharu hoshino』パリ・コレクションにて「Glory of Life」等をライブ披露。アジア人としては初めてパリコレライブに出演する。
  - 10月5日、SPECIAL MAXI SINGLE（1stリカットシングル）「beautiful/One Suitcase」を完全初回限定生産で発売。
  - 12月7日、the 2nd concept album『e+motion』を発売。
- 2006年
  - 4月8日、ビルボードホットダンスクラブプレイチャートにおいて「Glory of Life」が1位を獲得。リミキサーのChris Coxが手掛けるレア・リミックスの他、国内でも入手可能なDarryl Jamesによるリミックス（日本では初回受注限定生産アナログLP『mink REMIX』に収録）などが収録されている。アジアのアーティストによる同チャート首位は史上初の快挙である。
  - 4月19日、2ndシングル「4 Love」を発売。クアトロA面シングルとしての発表される。
  - 7月22日、サンケイスポーツ紙上で、全国松竹系公開日蒙合作映画『蒼き狼 〜地果て海尽きるまで〜』の主題歌の起用が決定したと発表。同映画製作総指揮の角川春樹の要請により、日韓英3ヶ国語でのレコーディングが行われることも明らかとなる（韓国語による楽曲は現在のところ未発表である）。
  - 8月23日、3rdシングル「Hold on to a dream」を発売。初のDVD付作品となる。
- 2007年
  - 1月1日、4thシングル「Innocent Blue 〜地果て海尽きるまで〜」を発売。
  - 2月28日、1stアルバム『Shalom』を発売。ゴールデンタイムのCMを中心にTVスポットがオンエアされ、スマッシュヒットを記録する。
  - 5月6日、スポーツ報知紙上で8月18日公開のCGアニメ映画『ベクシル 2077日本鎖国』主題歌として新曲「Together again」が起用され、世界進出を果たすことが報じられる。
  - 6月28日、東海テレビ・フジテレビ系全国ネットドラマ『金色の翼』主題歌に、ジプシー・キングスの「Bamboleo」のカバーが起用されることが発表される。
  - 8月8日、5thシングル「Together again」を発売。本作より四季をテーマとした「4 seasons」をコンセプトとした作品発表が敢行され、ジャケットはこれまでのenaによるminkをイメージしたイラストから、minkが推奨する動物愛護の一環として動物写真が使用される。
  - 10月31日、6thシングル「Sense」を発売。
- 2008年
  - 3月7日、第17回日本映画批評家大賞において、新設された映画音楽アーティスト賞を「Innocent Blue 〜地果て海尽きるまで〜」と「Together again」で受賞。
  - 4月23日、初のミニアルバム『mink II 〜endless love〜』を発売。
  - 7月25日、synclにて会員限定ウェブサイト『1/f』を開始。
  - 12月10日、初のベストアルバム『BEST OF MY LOVE』を発売。
- 2009年
  - 6月3日、TATOOのプロデュースアルバム『Dreamy Butterfly』収録曲「Dreamy Butterfly」のボーカルを担当。
  - この年以降表立った音楽活動をしておらず、2015年にミュージシャンの佐々木久美が、既に音楽活動から引退し韓国に帰国していることを明かした。

## ディスコグラフィー

### コンセプトアルバム
1. mink（the prologue album、2005年8月3日発売）
  - おまじない：NHK夜の連続ドラマ『笑う三人姉妹』主題歌
  - beautiful：日韓合同制作映画『頭文字D THE MOVIE』挿入歌
  - All my life：タカラレーベンCMソング
  - Glory of Life(English version)：avex & エステティックTBC ヨガDVD『aloha yoga』テーマソング
2. e+motion（the 2nd concept album、2005年12月7日発売）
  - 初回盤2006年オリジナルスケジュール帳仕様
  - One Wish：京成スカイライナーCMソング
  - Rescue Me 〜君がいたから〜：ブルボン『アルフォート ミニチョコレート』CMソング

### オリジナルアルバム
1. Shalom（2007年2月28日発売）

### ミニアルバム
1. mink II 〜endless love〜（2008年4月23日発売）
  - Tomorrow to believe：タカラレーベンCMソング

### ベストアルバム
1. BEST OF MY LOVE（2008年12月10日発売）

### シングル
1. beautiful/One Suitcase（SPECIAL MAXI SINGLE、2005年10月5日発売）
  - 初回限定生産・DVDパッケージサイズデジパックケース仕様・CD盤面特殊ミラー加工仕様
  - beautiful：日韓合同制作映画『頭文字D THE MOVIE』挿入歌
2. 4 Love（2006年4月19日発売）
3. Hold on to a dream（2006年8月23日発売）
  - DVD付・初回プレス盤のみボーナストラック収録
  - Hold on to a dream：ブルボン『アルフォート ミニチョコレート』CMソング
4. Innocent Blue 〜地果て海尽きるまで〜（2007年1月1日発売）
  - 初回盤DVD付
  - Innocent Blue 〜地果て海尽きるまで〜：全国松竹系公開日蒙合同制作映画『蒼き狼 〜地果て海尽きるまで〜』主題歌、music.jp TVCFソング
  - 蒼き狼：同映画挿入歌
  - BLESSING OF LOVE：同映画海外公開版主題歌
5. Together again（2007年8月8日発売）
  - 初回盤DVD付・期間限定サマープライス盤（廉価盤）仕様
  - Together again：全国松竹系公開CGアニメ映画『ベクシル 2077日本鎖国』主題歌
  - Why don't you：東海テレビ・フジテレビ系全国ネットドラマ『金色の翼』挿入歌
6. Sense（2007年10月31日発売）
  - 初回盤DVD付・期間限定オータムプライス盤（廉価盤）仕様
  - Sense：タカラレーベンCMソング

### 配信限定作品
1. おまじない（2005年5月16日配信開始）
2. All My Life（2005年6月16日配信開始）
3. Glory of Life 〜栄光の花〜（2005年6月20日配信開始）
4. All My Life (English Version)（2005年12月7日配信開始）
  - 配信アルバム『e+motion』収録、iTunes Store限定配信
5. Sense 〜premium〜（2007年10月31日配信開始）
  - iTunes Store限定配信

### その他（オムニバス・アナログ・参加作品）
- V.A.『RZ the best of rhythm zone 2005』（2005年5月9日発売）
  - Run To You：未発表カバー曲収録

- 12inchアナログ『mink REMIX』（2006年1月20日発売）
  - 初回受注限定生産

- V.A.『STARZ presented by rhythm zone』（2006年2月1日発売）
  - Glory of Life：楽曲収録

- GTS『Rhythm Paradise』（2006年7月5日発売）
  - Everlasting Love：楽曲収録（GTS feat. mink名義）

- V.A.『Amazing Nuts!』（2006年12月6日発売）
  - Here by my side (original)：「Joe and Marilyn」イメージソング、プレイステーション3用ゲームソフト『ENCHANT ARM』イメージソング

- サウンドトラック『東海テレビ・フジテレビ系全国ネット連続ドラマ「金色の翼」オリジナル・サウンドトラック』（2007年9月19日発売）
  - Bamboleo (Japanese version)：東海テレビ・フジテレビ系全国ネットドラマ『金色の翼』主題歌

### 未音源化曲
- 祈り
  - アルバム『Shalom』初回盤DVDライブ映像のみ収録
- Together again (original)
  - 全国松竹系公開CGアニメ映画『ベクシル 2077日本鎖国』海外公開版主題歌

## 出演番組
レギュラー番組及び主要な出演のみの記載とする。

### ラジオ番組
- THE RAINBOW（2006年10月 - 2007年9月、JFN系『レディオ・トライアングル』枠内）

### テレビ番組
- 僕らの音楽（2007年4月27日、フジテレビ系）